# 沈従文
沈 従文（しん じゅうぶん、1902年12月28日 - 1988年5月10日）は、20世紀中国の作家。小説や散文で知られる。代表作に小説「辺城」がある。中華人民共和国では作品を発表せず、博物館で古代の文物の研究を行った。

## 生涯
沈従文は湖南省鳳凰庁（現在の湘西トゥチャ族ミャオ族自治州鳳凰県）の軍人の家に生まれた。はじめ、名は沈岳煥（しん がくかん）。湘西の土地は漢族、トゥチャ族、ミャオ族が住み、沈従文の父方は漢族だったが、母親の黄素英はトゥチャ族であり、また父方の祖母はミャオ族だった。黄素英の兄の黄鏡銘の孫に画家の黄永玉がいる。祖父の沈宏富は貴州提督まで務めた。幼少年期は私塾や学校に行くには行ったが、従兄に連れられて学校をさぼっては自然や山野、水流のなかに浸った。
彼も小学校卒業後1917年秋には地方の軍閥軍に入隊し、数年間軍閥軍の文書係として湖南・湖北・四川・貴州の各地を転戦して回り、見聞を広め不思議な体験をした。のちに、伝奇的色彩に富む多彩な作品を産み出す源泉となった。文学革命に影響されて文学者になろうと思いたち、軍隊から抜け、1923年の夏北京に出て沈従文と名を改めた。文学修行の窮状を訴える手紙を郁達夫が読み、彼の推薦で1924年に処女作「一封未付郵的信」を『晨報』副刊上に発表した。1925年の「市集」が徐志摩に高く評価され、エキゾチシズムと抒情性で人気を博した。
失業生活ののち沅州で警察署の事務員、収税吏などを経、17歳の時に一つの恋愛を経験したのだが、母に多額の金銭上の迷惑をかけることになり、常徳へ逃げ出す。安宿の代金が払えなくなり、常徳から辰修へ。書記をしていた従弟の所へ転がり込んでいるうちに書記の職にありつき、湖南・湖北・四川・貴州4省の軍隊生活を送る。この生活の中で、歴史を学ぶ機会を得、芸術についての初歩的な知識を得たのであった。かくして内面的な精神生活に変化が起こり、自分の生きる道を探すようになり、五四運動の影響を受けた印刷工との出会いを契機に、自分も大きく感化されて北京に旅立つ。1928年、26歳の青春であった。
1928年には当時の文学の中心であった上海に移り、『新月』に『不思議の国のアリス』（1922年に趙元任によって中国語訳されている）をパロディ化した長編小説「阿麗思中国遊記」を発表した。上海では胡也頻・丁玲とともに1929年に雑誌を創刊したが、半年で廃刊になった。この時期に短編小説「蕭蕭」、「丈夫」（夫）などを発表している。1929年に中国公学国文科講師、1930年に武漢大学の国文科助教、1931年に青島大学国文科講師の職についた。
1933年には北京（北平）に戻り、中国公学時代の教え子だった張兆和と結婚した。北平では大公報文芸副刊の編集長の仕事についた。1934年、沈従文は母親の病気のために故郷に戻った。このとき張兆和との間でかわした手紙をもとに散文集『湘行散記』が書かれた。同年、故郷の湘西がモデルの辺境の町を舞台とし、ミャオ族の歌垣などを折りこんだ悲恋物語「辺城」を発表した。この作品は日本を初め欧米諸国に翻訳され世界的に知られる。
日中戦争中は奥地に移り、西南連合大学の師範大学副教授の職につき、教科書の編纂を行った。
戦後の1945年に長編小説『長河』の第1巻を出版した（1938年に『星島日報』星座副刊に連載したものを元にする）。本来4巻になる予定だったが、第1巻のみで終わった。
戦後は北京大学の国文科教授になったが、郭沫若は1948年に香港で「斥反動文芸」という論文を発表し、その中で沈従文の文学を文字で書かれたヌード画とし、ピンク（桃紅色）の反動文芸と決めつけた。1949年には沈従文の打倒を訴える壁新聞が北京大学に張られた。沈従文は自殺未遂をおこした後に鬱病で入院した。退院するとすでに国文科教授の職はなくなっており、沈従文は北京大学博物館、のちに北京歴史博物館で文物の研究を行った。その後も沈従文は文学作品を書いたが、公刊されることはなかった。そして以後文筆を断った。
文化大革命では再び批判され、蔵書をすべて失い、1969年から1972年まで湖北省咸寧県双渓の五七幹部学校に送られた。
文物研究の成果は1981年の『中国古代服飾研究』として出版された。
1983年ノーベル文学賞候補に推されるが30年間作品がなく、受賞を逃す。アメリカ合衆国のジェフリー・キンクリー（中国名は金介甫）は沈従文の研究者として知られ、スウェーデンの中国学者のヨーラン・マルムクヴィスト（中国名は馬悦然）とともに沈従文をノーベル文学賞の候補として推薦したとされ、1988年にはほぼ受賞者に決まっていたが、同年に沈従文が死去したために受賞を果たせなかったという。実際に受賞したのはエジプトのナギーブ・マフフーズであった。
魯迅が中国人の性格の欠点を描いたのに対し、沈従文は下層中国人の美点を描いた。
津守陽は沈従文の作品世界を「少数民族の住まう辺境中国を野生的かつロマンティックに描き出す初中期の作品群」、「後期はがらりと作風を変え、小説ともエッセイともつかぬ奇妙な文体で、衒学的な思索が繰り広げられる」と表した。

## 中国における沈従文評価
1930年代
〇劉西渭による批評「『辺城』与『八駿図』」（1935年）
・「彼には美の感覚があり、そこらに転がっている石の山から美を発見することができる。彼の小説には一種特殊な空気がそなわっていて、それは今日の中国の他の如何なる作家たちにも欠けている一種のびやかな呼吸なのだ。（省略）彼には美の感覚があり、そこらに転がっている石の山から美を発見することができる。彼の小説には一種特殊な空気がそなわっていて、それは今日の中国の他の如何なる作家たちにも欠けている一種のびやかな呼吸なのだと、"生命"に宿る"美"を表現し得た作家として評価し、『辺城』は、二老が翠翠にうたって聞かせた恋歌である。」
建国直前
〇郭沫若『斥反動文学』（1949年）
・『沈従文評価の変遷（その1）』より小島久代氏は「反動文芸の内容として、赤・黄・青・白・黒の5つに分類して、沈従文は赤は赤でも「桃紅色的紅」つまりピンク色だといい、（省略）さらに、抗戦初期には「抗戦とは無関係」論を唱え、抗戦後期には「作家が政治に参与することに反対」を叫び、いま「革命戦争によって反革命に反対する戦争」をしているときに「民族自殺の悲劇」だと称して、革命から「遊離」した第3方面において新たに所謂「第4の組織」をたくらんでいると攻撃している。」
建国後
〇王瑶『中国新文学史稿』（1954年）
・「だれかが沈従文のことを「スタイリスト」と言ったのは彼が優美な文字だけで作品をこしらえあげているという意味である。むろん、沈従文にも表現しようとした思想が無いわけではなかった。すなわち、「都会人」への嘲笑と野蛮な原始の力への賛美であった。（省略）ひとつの要素から、50いくつかの連想をうんだ、と彼もいっているが、観察と体験もせずに、空想だけで作品をデッチ上げたので、数こそ多いが、内容にとぼしい。沈従文は、筋の組み立てには長じているが、成功作はない。」
1979年
〇田仲済、孫昌煕主編『中国現代文学史』
・「彼は淡々とした筆遣いで、小品散文の手法で、青年の苦悶、軍隊生活、農村における民族及び苗族の生活を描き、多様な題材と独特の芸術風格を作り上げた。・・当時の作家群の中で、農村から都会まで、接した面からいえば、たしかに沈従文ほど広範囲互るものはいない。彼は、接しただけでなくそれらをみな彼の創作の中に収めた。彼の作品は曾て多くの青年男女の心を感動させ、社会にも比較的大きな影響をあたえた。しかし、彼が接したり体験したさまざまな生活は、結局これらの生活の内部まで深く掘り下げられることがなかった。・・彼はこれらの生活の素材に、中外古典の中のさまざまな物語伝説に加え、さらに自分の想像によって、大量の著作をなした。その中の神秘的な美、抒情的色彩、さらにはスリリングで新奇な筋が読者に好まれた。だが、どのような感じを与えたかというと、いずれもぼんやりとした輪郭だけで、まるで霧の中の花、雲にかくれた月のようなものであった。沈従文の文章は、永遠に新鮮で活発であり、紋切り型になることはなかった。彼は、小品文の筆法で物語を書き、描写や構成においては苦心のあとが見られるが、いつも筆にまかせて書き、いささかも留意せず、書きたいことをどこまでも書いたので、浮ついて、空虚で、確実性がないという文章のスタイルを形成し、苦心の配慮の配慮もむだになり、随所に題材を見つけて書く、運用自在な技巧がかえって致命性な足かせになった。」

## 日本での沈従文評価
・城谷武男「すなわち、生命の燃焼なることを「辺城」の主題と考えるなら、それが悲劇であって一向にさしつかえない。生命の燃焼の有無や方法が問題なので、「辺城」の諸人物はおのがじし己の命を燃やしたのである。」
・山室静「たしかにそこには中国民衆をどんな社会の表層の変化にもかかわらず、そこの方で不動に支え生かしていると思われる古来のよき伝統が、こころにくいほど目と心のくばりようと花やかな筆致とであざやかに捉えられて浮彫りにされている感じだった。」
・津守陽「本文中で示されるように「水雲」が変奏を試みているのはゲーテの『ファウスト』であり、『詩と真実』である。重きが置かれているのは「事実」を記すことではなく、ある「田舎者」の魂が、「さまざまな道をたどって、超感覚的なものに近づこうと努めた様子」を記録することである。」

## 主な作品
沈従文ははじめ中国の作家としては珍しくエロスにあふれた土俗的な作品を発表していたが、代表作の「辺城」ではエロスは影をひそめ、故郷の伝統を背景に純情な恋愛を描きだし、ひるがえって近代的な価値観に対する失望を示している。
「水雲」は疎開先の雲南省昆明で執筆され、1943年の『文学雑誌』1巻4期〜5期ののち、加筆されて翌年『時与潮文芸』4巻1期に再掲載された。北平に戻った1947年には、全30巻の文集出版計画にあたって再加筆が施されたが、文集の刊行自体が立ち消えとなる。
沈従文の作品は戦前から邦訳がある。以下は邦訳である。
- 松枝茂夫 訳『辺城』改造社、1938年。

沈従文の8つの小説の翻訳。一部は戦後の平凡社中国現代文学選集6「老舎・曹禺集」(1960)や河出書房新社の現代中国文学5「丁玲・沈従文」(1970)にも収められている。
- 大島覚 訳『湖南の兵士』小学館、1942年。
- 岡本隆三 訳『沈従文短篇集』開成館、1945年。
- 古田真一・栗城延江 訳『中国古代の服飾研究』京都書院、1995年。
- 城谷武男 訳『瞥見沈従文: 翻訳集』サッポロ堂書店; 内山書店、2004年。
- 小島久代 訳『湘行散記』好文出版、2008年。
- 山田多佳子 訳『沈従文と家族たちの手紙: 鄂行書簡』三恵社、2010年。
- 小島久代 訳『辺境から訪れる愛の物語 - 沈従文小説選』勉誠出版、2013年。

### 映画化
- 『辺城』（1984、凌子風監督）
- 『湘女蕭蕭』（1986、謝飛監督）。日本では『蕭蕭』の題で1990年に上映された。